# جون ميلر (كاتب)
جون ميلر (بالإنجليزية: John Miller)‏ (10 مارس 1968، تورونتو في كندا)؛ روائي كندي.